# Oleg Jegorowitsch Nikolajenko

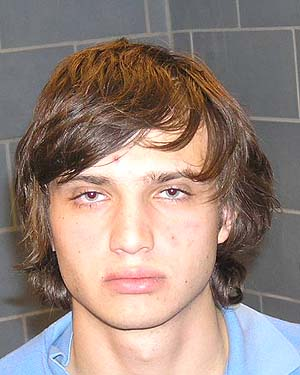
Oleg Nikolajenko bei seiner Festnahme

Oleg Jegorowitsch Nikolajenko (russisch Олег Егорович Николаенко; * 17. Juli 1987) ist ein russischer Staatsangehöriger, der als Verantwortlicher für massenhaften E-Mail-Versand (sog. Spam) identifiziert wurde und deswegen in den Vereinigten Staaten in einem Bundesgerichtsverfahren des Verstoßes gegen den CAN-SPAM-Act, der Spam in den Vereinigten Staaten im Prinzip verbietet, angeklagt wurde. Die Untersuchungsbehörden halten ihn innerhalb bestimmter Zeiträume für bis zu ein Drittel des weltweiten Spam-Aufkommens für verantwortlich. Er wurde deswegen zu einer mehrjährigen Haftstrafe verurteilt und im Februar 2013 unter Bewährungsauflagen aus der Haft entlassen.

## Vorgeschichte
Oleg Nikolajenko, Einwohner von Widnoje, Oblast Moskau in Russland, wurde vom FBI als „King of Spam“ identifiziert. Er war verantwortlich für den Betrieb des Botnetzes „Mega-D“ und die Verbreitung des Trojaners „Ozdok“, durch den mehr als 500.000 Rechner weltweit infiziert und damit (ungewollt) Mitglied des Botnetzes „Mega-D“ wurden. Ermittlern zufolge wurden über das Botnetz beginnend ab Anfang 2007 schließlich bis zu 10 Milliarden Spam-Mails pro Tag verschickt, was zu diesem Zeitpunkt bis zu 32 % des gesamten weltweiten Spamaufkommens ausmachte. Die verschickten Nachrichten warben für den Kauf von gefälschten Rolex-Uhren, kräuterbasierten Nahrungsergänzungsmitteln und verschreibungspflichtigen Medikamenten wie Viagra. Im Oktober 2008 beschloss die Federal Trade Commission, das Vermögen einzelner Beschuldigter im Zusammenhang mit dem Betrieb des Botnetzes einzufrieren, allerdings war Nikolajenkos Verwicklung in den Fall damals noch nicht bekannt.

## Ermittlungsverfahren

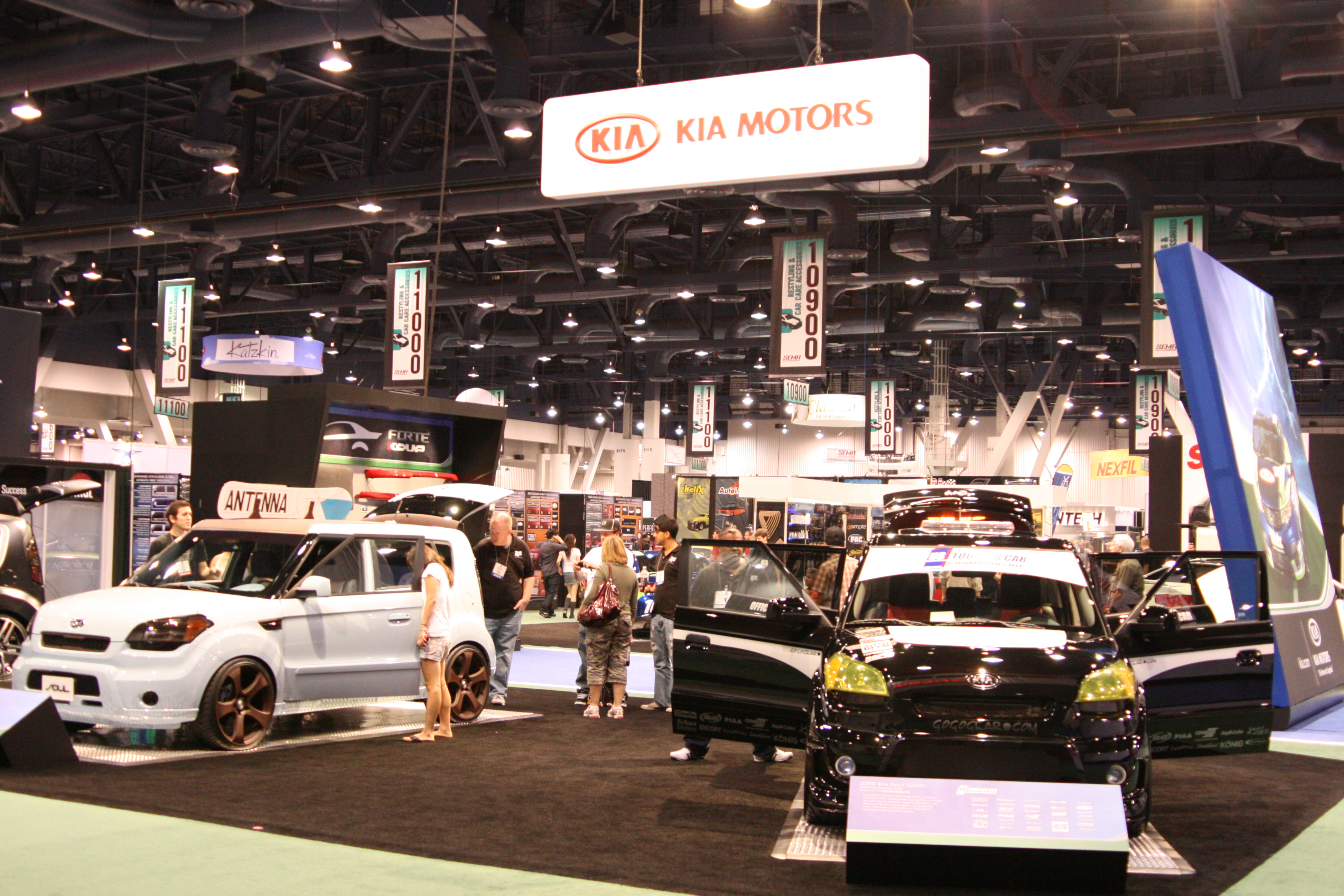
Nikolajenko hielt sich 2009 zur SEMA Auto Show im Las Vegas Convention Center auf

Im August 2009 gelang dem FBI der entscheidende Durchbruch zur Ermittlung von Nikolajenko als Organisator und Hauptverantwortlichem, als Jody M. Smith sich in Missouri schuldig erklärte, gefälschte Rolex-Uhren verkauft zu haben und zur Ermittlung von Hintermännern mit dem FBI kooperierte. Bundesbeamte des FBI konnten Ende November 2009 schließlich mit Hilfe von durch die Grand Jury ausgestellten Subpoenas Finanztransaktionen in Höhe von insgesamt $459,000 vom in den Fall verwickelten Spammer Lance Atkinson zu Nikolajenko zurückverfolgen. Nikolajenko (unter dem Decknamen „Docent“ agierend) verwendete zur Kommunikation ein Gmail-Konto, dessen gesamter Verlauf ebenfalls auf Basis von Subpoenas von Google an das FBI ausgehändigt wurde. Die Ermittler erhielten auch Zugriff auf Nikolajenkos beim Außenministerium der Vereinigten Staaten gespeicherten Ein- und Ausreisedaten in die USA. Aus diesen ging hervor, dass er New York City, Los Angeles und Las Vegas im Rahmen zweier Reisen in die USA im Jahr 2009 besucht hatte und er die USA erst wenige Wochen vor Bekanntwerden seiner Identität verlassen hatte. Da Russlands Verfassung eine Auslieferung seiner Staatsbürger explizit verbietet und Nikolajenko sich wieder in seinem Heimatland befand, bestand zu diesem Zeitpunkt keine Möglichkeit des Zugriffs auf Nikolajenko.
Bereits Anfang November 2009 war es FireEye, einer IT-Sicherheitsfirma, gelungen, zentrale Server des „Mega-D“ Botnetzes in den USA zu identifizieren und abzuschalten. Nikolajenko, der sich zu diesem Zeitpunkt in Las Vegas aufhielt, um die SEMA Auto Show zu besuchen, sah sich gezwungen, zwei Tage früher als geplant nach Russland zurückzukehren, um den dadurch entstandenen „Schaden“ zu beheben. Ende des Jahres 2009 war es Nikolajenko gelungen, das Botnetz wieder soweit auszubauen, dass ca. 17 % des weltweiten Spams wieder über „Mega-D“ generiert wurde.

## Verhaftung und Anklage

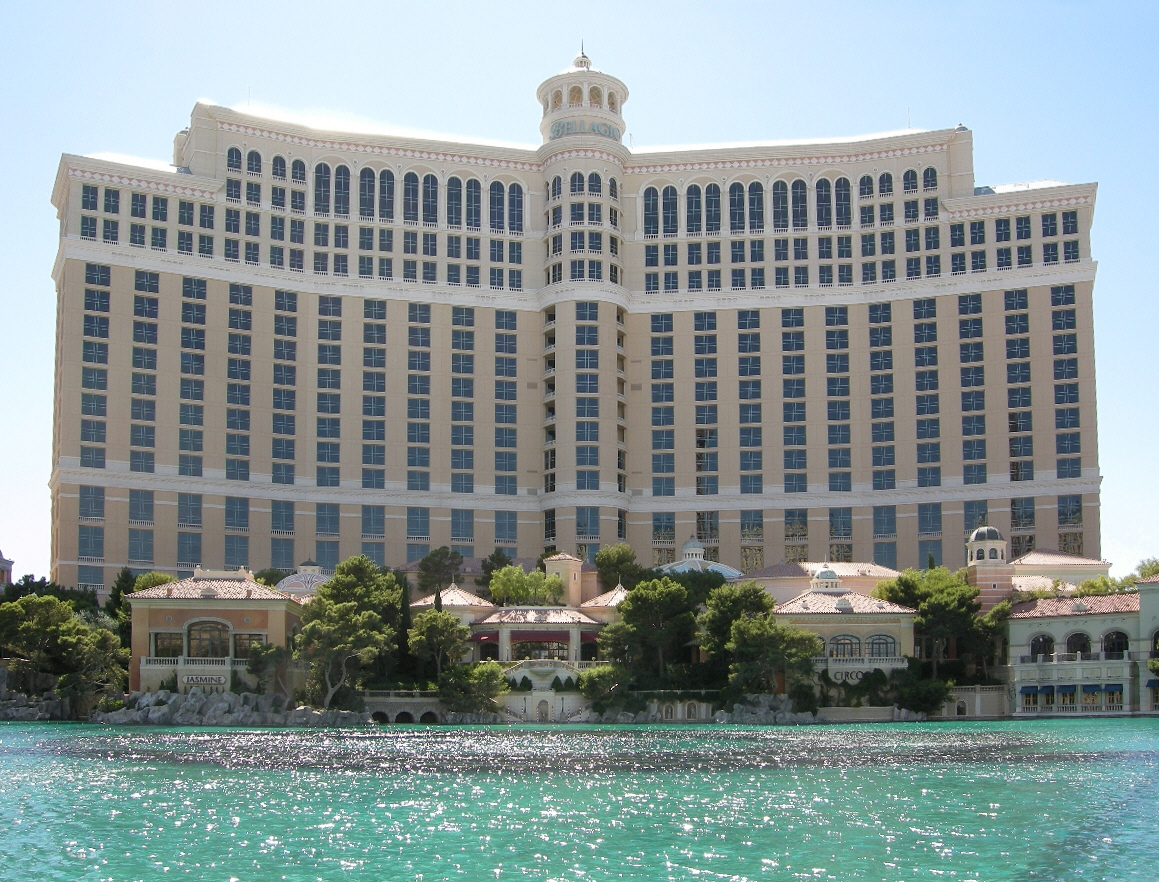
Das Bellagio Hotel in Las Vegas, in dem Nikolajenko 2010 verhaftet wurde.

Nikolajenko reiste 2010 erneut nach Las Vegas, um die SEMA Auto Show zu besuchen, und wurde am 4. November 2010 im Bellagio Hotel durch FBI-Bundesagenten festgenommen. Bei ihm wurden 4.000 $ und zwei Pässe gefunden. Er wurde nach Milwaukee, Wisconsin gebracht, wo er wegen Betrugs gegen einen Bundesagenten, der undercover Viagra bestellt und Kräuterpillen erhalten hatte, angezeigt worden war.
Am 16. November wurde er schließlich vor dem U.S. District Court of Eastern Wisconsin angeklagt und sah sich mit einer Höchststrafe von fünf Jahren Gefängnis konfrontiert. Er wurde beschuldigt, vorsätzliche Header-Informationen kommerzieller E-Mails gefälscht und bis zu 2.500 Spam-Mails pro Tag verschickt zu haben, was beides einen Verstoß gegen den CAN-SPAM Act darstellt. Nikolajenko plädierte mit seinem Anwalt Christopher Van Wagner auf nicht schuldig. Wagner forderte die Entlassung seines Mandanten auf Bewährung, da seine Frau und Tochter von Moskau in die USA reisten, um den Prozess zu verfolgen und damit keine unmittelbare Fluchtgefahr bestünde. Die Aussetzung der Untersuchungshaft auf Bewährung wurde durch Richterin Patricia Gorence abgelehnt.
Am 21. Dezember 2010 übergab die Staatsanwaltschaft 4.600 Seiten der insgesamt 6.000-seitigen Anklageschrift an Nikolaenkos Anwalt. Einige Passagen der Anklageschrift waren zum Zeugenschutz geschwärzt worden. Der Prozessbeginn wurde auf den 21. Februar 2011 festgelegt, wurde später aber verschoben. Nikolajenko feuerte später seinen Anwalt Wagner und nahm sich stattdessen Arkady Bukh als Verteidiger, der seinem Vorgänger unterstellte, mehr im Sinne der Anklage als im Sinne seines Mandanten gehandelt zu haben.
Im Juni 2012 erklärte Nikolajenko sich schließlich schuldig im Sinne der Anklage. Er wurde am 27. Februar 2013 zur bereits abgesessenen Haftzeit und zusätzlich drei Jahren auf Bewährung verurteilt.
Laut Angaben der Firma M86 Security fiel der Spam-Durchsatz von Nikolajenkos „Mega-D“ Botnetz bis Ende 2010 unter 5 % des gesamten weltweiten Spams. Die Gesamtzahl der Spam-Mails fiel auffallend stark in dem Zeitraum, in welchem Nikolajenko in Las Vegas verhaftet wurde, obwohl Paul Wood von Symantec dies auf die zum gleichen Zeitpunkt erfolgte Störung diverser anderer Botnetze, z. B. Rustok, Lethic and Xarvester, zurückführte. Einigen Technologieexperten zufolge wird „Mega-D“ in der Zwischenzeit nicht mehr als besonders großes Botnetz betrachtet, obwohl es das größte ausschließlich zum Versand von Spam-Mails entworfene Botnetz gewesen sein könnte.